# Posa Claudius Linz
 Posa Claudius Linz  (* 2. Dezember 1806 in Koblenz; † 14. März 1871 in Trier) war ein deutscher Verwaltungsjurist und Politiker.

## Leben
Linz war der Sohn des Domaineninspektors und Notars Goswin Caspar Joseph Linz und dessen Ehefrau Maria Magdalena Catharina Josepha geborene Burret. Linz, der katholischer Konfession war, heiratete am 6. Juli 1837 in Koblenz Henriette Sophie Charlotte Walburga Linz (* 18. Dezember 1806 in Koblenz; † 1. April 1876 in Trier), eine uneheliche Tochter der Anna Maria Elisabeth Walburga Ritza Linz, später verheiratete Capitaine. Wilhelm Linz ist ein Vetter.
Linz studierte Rechtswissenschaften und wurde 1830 Referendar in Trier, 1834 Assessor in Königsberg und 1835 in Gumbinnen. 1836 wurde er in gleicher Funktion nach Düsseldorf versetzt. 1840 wurde er Regierungsrat in Trier, bei der Pensionierung war er Geheimer Regierungsrat.
Nach der Märzrevolution wurde er 1849 bis 1852 Mitglied der preußischen II. Kammer und 1850 Mitglied im Volkshaus des Erfurter Unionsparlaments.